# Коз Джамісі
Коз Джамісі (крим. Qoz Camisi) — мечеть села Коз (Сонячна Долина) Феодосійського району Автономної Республіки Крим.

## Опис

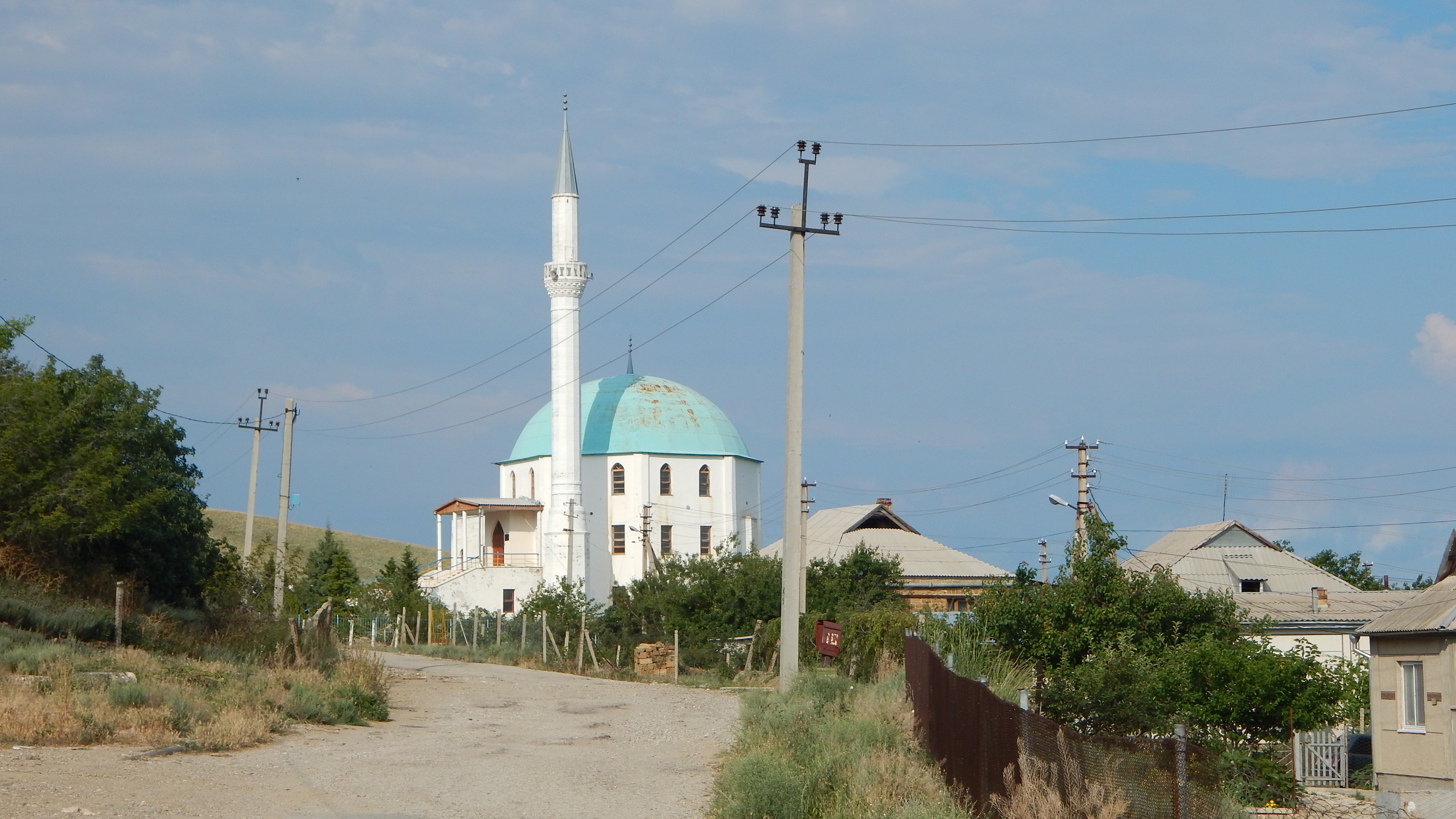
Коз Джамісі, 2015 рік

Перша мечеть, збудована у селі Коз (Сонячна Долина) після повернення кримських татар із депортації. До появи причетний практично кожен місцевий житель.
Мечеть була побудована та відкрита у 2003 році. Площа 320 кв. м. Будівля мечеті легко вміщує в собі 500 вірян.